# Piastovská věž (Těšín)
Piastovská věž v Těšíně je obranná věž, pozůstatek z původního hradu Těšínských Piastovců v Těšíně (Slezské vojvodství, Polsko), na Zámeckém vrchu. Původně zde byly čtyři takovéto věže, dochovala se jediná. Věž je památkově chráněna a je veřejně přístupná. Z ochozu je výhled na Těšín, Český Těšín. Při dobré viditelnosti je pak vidět panorama Beskyd.

## Historie
Piastovská věž byla postavena v první polovině 14. století. Tvořila část horního hradu a jako jedna ze čtyřech věží byla opravdovým prvkem obranného systému hradu v době vlády Piastovců. Věž byla nadstavena v druhé polovině 14. století a byla ozdobena nárožními erbovními štíty s vyobrazením Piastovské orlice. Koncem 15. století byla nadstavena o další patro s cimbuřím a obkladem z cihly. V té době byla na věži postavena také střecha (stanového typu).
Věž má téměř 30 metrů a na ochoz vede 120 schodů. Věž je složena ze čtyř základní části:
- Podzemní část: Je hluboká asi 6 metrů a v minulosti plnila roli žaláře.
- Spodní část: Je široká 9 metrů a má výšku 10 metrů. Tato část věže sloužila jako skladiště, ev. hospodářské zázemí.
- Střední část: Sloužila jako obytná část pro strážné. Byla vysoká 15 metrů a široká 8,5 metrů.
- Vrcholová část: Má výšku 4 metry a měla obrannou funkci. Ve středověku byla kryta střechou, pod kterou byla obranná veranda. Rohy horní části byly opatřeny arkýřovými okny v podobě kulatých věží.[6]

Vnitřek věže je prosvětlen pomocí oken různých tvarů a velikostí, zejména s obrannou funkcí. Hrad, stejně jako věž, v minulosti mnohokrát podlehly požárům. Požáry z let 1484, 1520, 1552, 1570 a 1603 měly vliv na stav objektu. Největší škody však způsobila Třicetiletá válka. V roce 1647 rakouská vojska obléhala piastovský hrad, který byl tou dobou v držení švédské jednotky, která jej obsadila. V důsledku bojů a ostřelování z děl byla poškozena střecha věže, a také nárožní věžičky a velká část horní části. Od té doby hrad pomalu chátral a stával se ruinou.
Věž byla několikrát opravena. Mezi roky 1819 a 1840 byla stanová střecha nahrazena střechou pultovou. Na věž byly umístěny hodiny. V 20. století byla věž restaurována v letech 1976–1989, kdy byla dostavěna vyhlídková terasa na vrcholu věže, bylo obnoveno cihlové obložení a obnoveny erbovní štíty.
Poslední oprava proběhla v roce 2015. V horní části bylo opraveno cimbuří. byly opraveny betonové schody, byly doplněny chybějící stavební prvky, opravena podesta a strop posledního patra.
Z hlediska historie byla tato věž uznána za symbol města Těšín. Jako svědectví její minulosti, spojení s Piastovci a ostrahy hranice nad řekou Olší (polsky Olza).

## Architektura
Piastovská věž se nachází na vrcholu kopce v jeho severozápadní části. Gotická, zděná z cihly, byla postavená v první polovině 14. století, nároží je ze štípaných kamenných bloků, stejně tak jsou provedena i ostění oken. Horní část je provedena z cihly. Zdění je provedeno tzv. vazbou polsko-gotickou.
Věž je postavena na čtvercovém půdorysu. Suterén s částečnými sklepy je zahlouben. Z této části měla vést podzemní chodba mimo hradní zdi.

Věž je celkem pětipodlažní s výškou 24 m. Stěny v dolních částech mají tloušťku do 2 m, uvnitř se zužují směrem nahoru s úskoky. Obdélníková okna jsou gotická, ukončena půlkruhem, nebo lomením. V horní části byla v 15. století postavená zděná veranda, podepřená kamennými krakorci a se střílnami a cimbuřím. Jak je vidět na rytině z roku 1735, věž byla původně pokryta stanovou střechou se samostatnými věžemi nad rohovými arkýřovými okny. Pod nárožními arkýřovými okny byly čtyři kamenné gotické erbovní štíty z konce 14. století s Piastovskými orlicemi, zdobeny mělkým reliéfem. Zde jde nejspíše o dílo z dílny pražského mistra Petra Parléře.

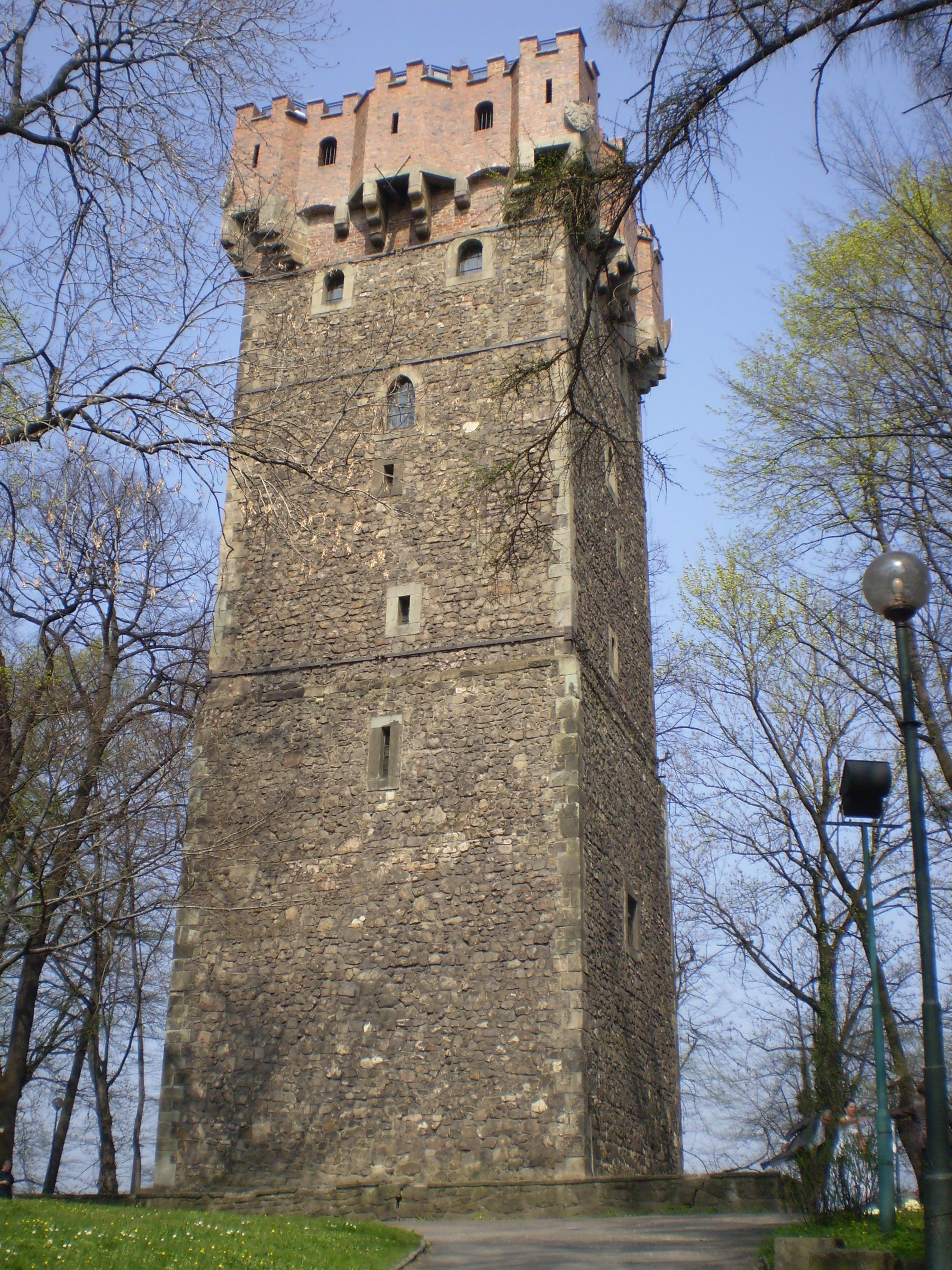
Pohled na věž
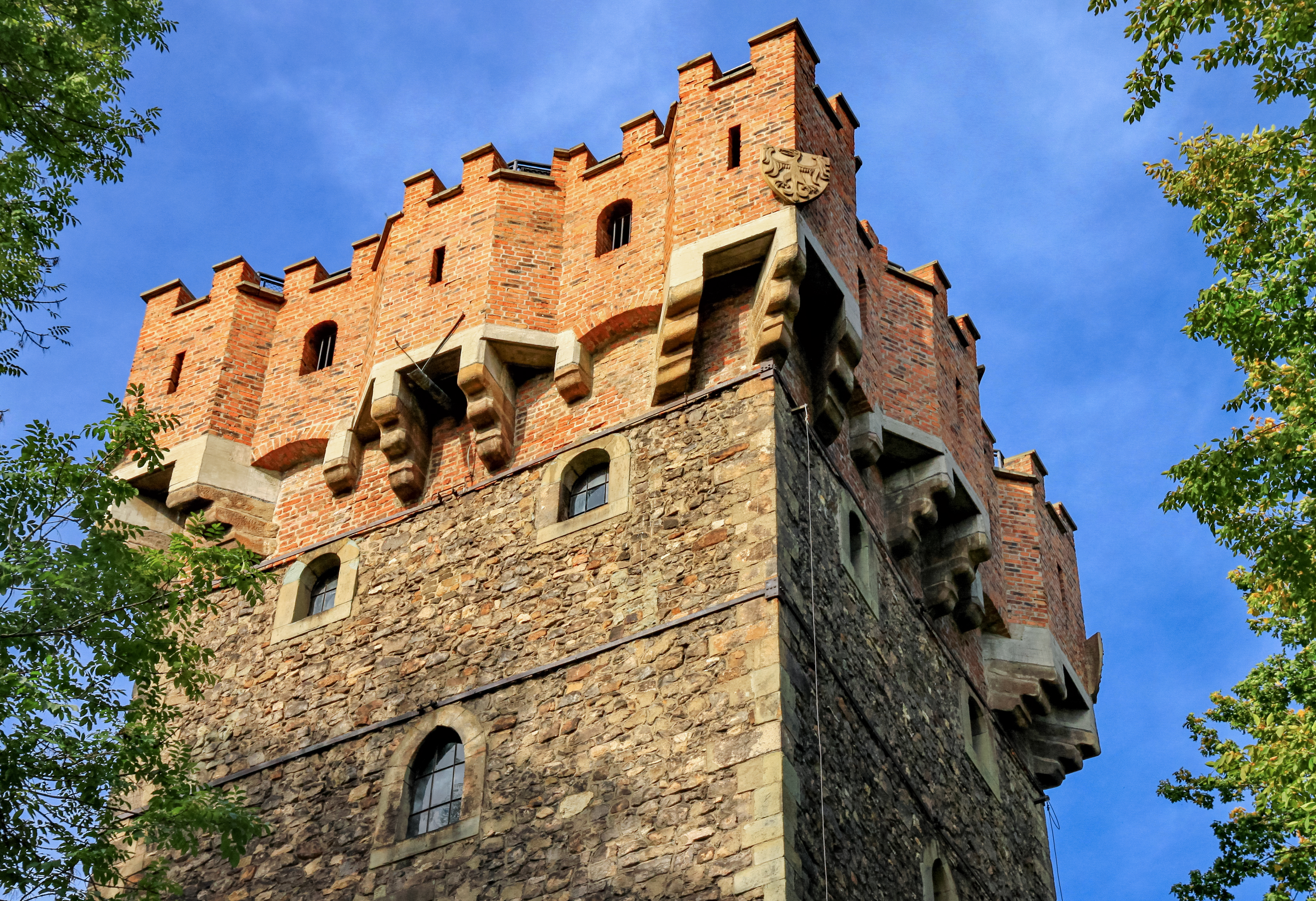
Pohled na ochoz věže s erbem - Piastovský orel
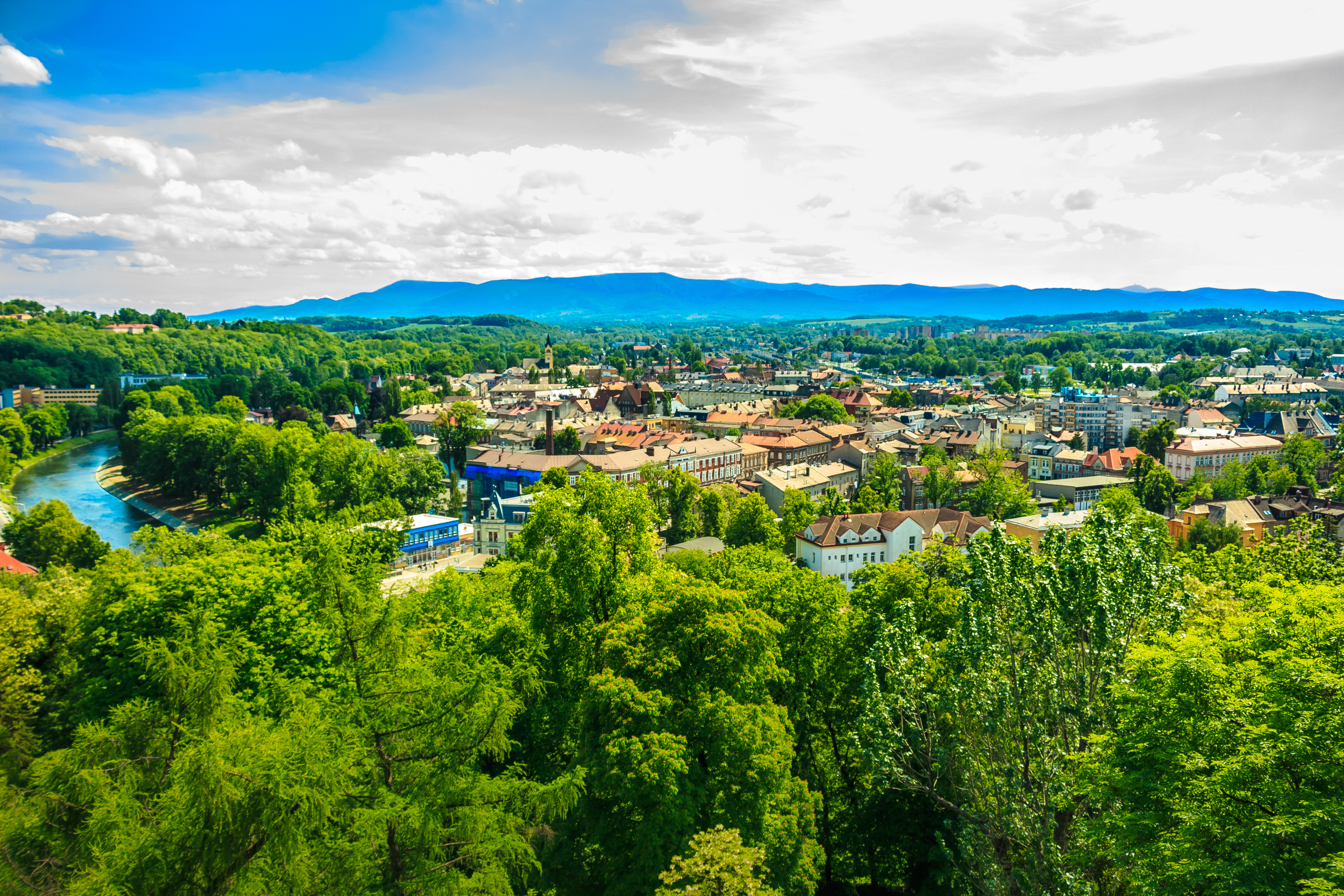
Panorama města Český Těšín a Beskydy
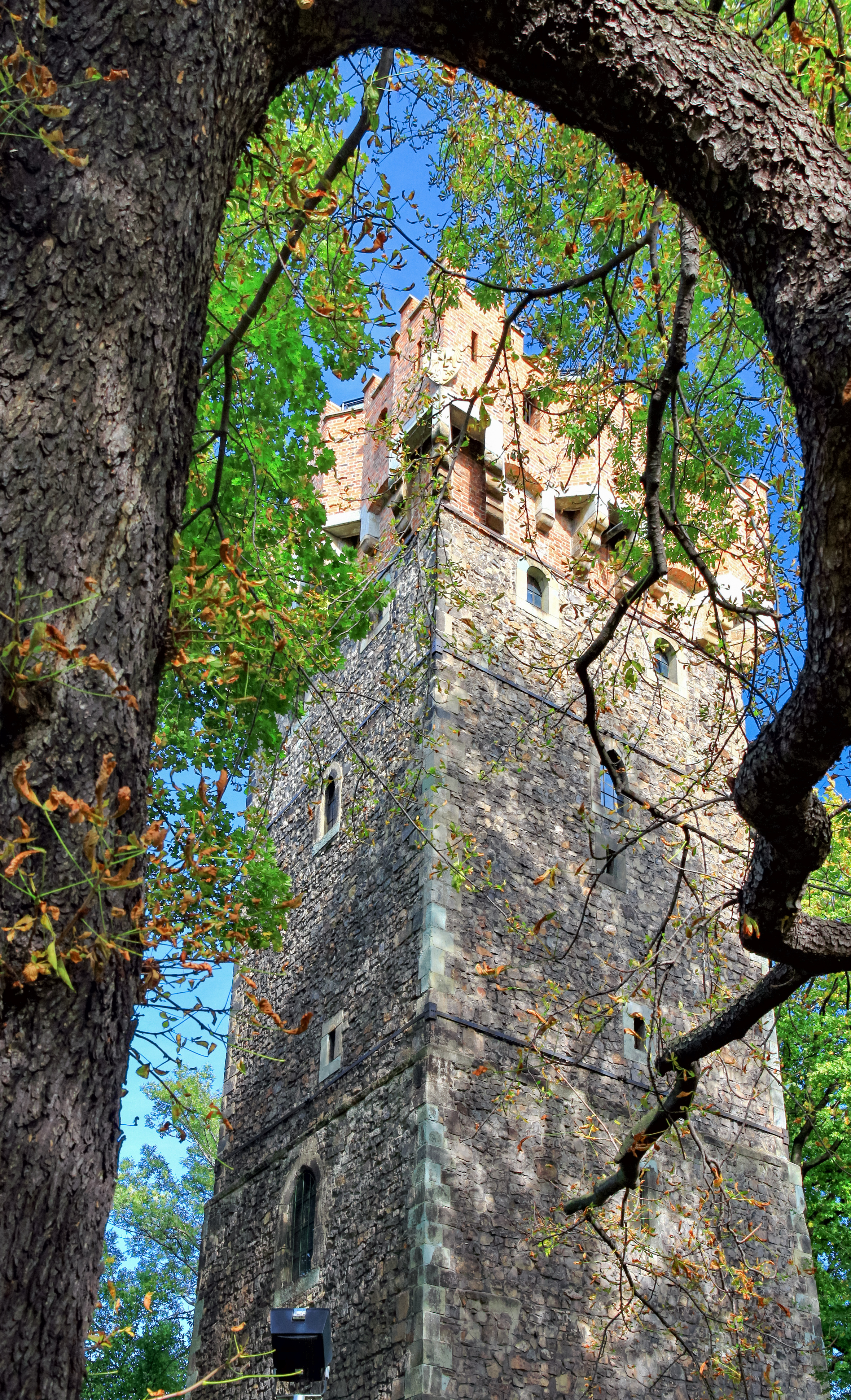
Pohled na věž

## Návštěvní doba
Rotundu je možné navštívit denně, mimo několik vybraných dní (Velikonoce a Vánoce):
- červen, červenec, srpen: od 9:00 do 19:00
- leden, únor, listopad, prosinec: od 9:00 do 16:00
- březen, duben, říjen: od 9:00 do 17:00
- květen, září: od 9:00 do 18:00

## Zajímavosti
- Osoby, které mají legitimaci vydanou organizací "Zamek Cieszyn", mohou na této věž bezplatně přenocovat.[12]
- Existuje internetová stránka, která ukazuje panorama města Těšín z této věže.[13]
- Poblíž Piastovské věže, je v podzemí nejdelší ledový tunel v Evropě, s délkou 65 metrů, který sloužil k uchování piva.[14] Byl vyhlouben ve skále pod Zámeckým vrchem. Vchod do tunelu byl v pivovaru Bracki Browar Zamkowy (volný překlad Bratrský zámecký pivovar, je znám jako Zámecký pivovar Těšín). Věž je součásti etiket tohoto pivovaru.[15]
- Piastovská věž je umístěna vedle rotundy sv. Mikuláše a sv. Václava na turistickém odznaku (číslo 173, Polsko).